# WHL 2013/14
Die WHL-Saison 2013/14 war die 48. Spielzeit der Western Hockey League. Die reguläre Saison begann am 19. September 2013 und endete am 16. März 2014. Die Kelowna Rockets gewannen als punktbestes Team der Vorrunde die Scotty Munro Memorial Trophy. Die Play-offs begannen am 20. März 2014 und endeten mit dem zweiten Ed-Chynoweth-Cup-Gewinn der Edmonton Oil Kings am 12. Mai 2014, die sich in der Neuauflage der WHL-Finalserie von 2012/13 in sieben Spielen gegen die Portland Winterhawks durchsetzten.

## Reguläre Saison

### Platzierungen
Abkürzungen: GP = Spiele, W = Siege, L = Niederlagen, OTL = Niederlage nach Overtime, SOL= Niederlage nach Shootout, GF = Erzielte Tore, GA = Gegentore, Pts = Punkte

Erläuterungen:       = Play-off-Qualifikation,       = Division-Sieger,       = Conference-Sieger,       = Scotty-Munro-Memorial-Trophy-Gewinner

#### Eastern Conference
|                       | GP | W  | L  | OTL | SOL | GF  | GA  | Pts |
| --------------------- | -- | -- | -- | --- | --- | --- | --- | --- |
| Edmonton Oil Kings    | 72 | 50 | 19 | 2   | 1   | 290 | 179 | 103 |
| Regina Pats           | 72 | 39 | 26 | 4   | 3   | 257 | 247 | 85  |
| Calgary Hitmen        | 72 | 48 | 17 | 3   | 4   | 287 | 207 | 103 |
| Medicine Hat Tigers   | 72 | 44 | 24 | 3   | 1   | 260 | 196 | 92  |
| Swift Current Broncos | 72 | 38 | 25 | 3   | 6   | 248 | 229 | 85  |
| Kootenay Ice          | 72 | 39 | 28 | 2   | 3   | 235 | 209 | 83  |
| Brandon Wheat Kings   | 72 | 34 | 29 | 6   | 3   | 271 | 269 | 77  |
| Prince Albert Raiders | 72 | 35 | 32 | 3   | 2   | 243 | 258 | 75  |
| Red Deer Rebels       | 72 | 35 | 32 | 1   | 4   | 214 | 224 | 75  |
| Moose Jaw Warriors    | 72 | 21 | 42 | 3   | 6   | 202 | 283 | 51  |
| Saskatoon Blades      | 72 | 16 | 51 | 2   | 3   | 207 | 317 | 37  |
| Lethbridge Hurricanes | 72 | 12 | 55 | 2   | 3   | 171 | 358 | 29  |

#### Western Conference
|                       | GP | W  | L  | OTL | SOL | GF  | GA  | Pts |
| --------------------- | -- | -- | -- | --- | --- | --- | --- | --- |
| Kelowna Rockets       | 72 | 57 | 11 | 0   | 4   | 310 | 182 | 118 |
| Portland Winterhawks  | 72 | 54 | 13 | 2   | 3   | 338 | 207 | 113 |
| Victoria Royals       | 72 | 48 | 20 | 1   | 3   | 238 | 181 | 100 |
| Seattle Thunderbirds  | 72 | 41 | 25 | 2   | 4   | 238 | 249 | 88  |
| Everett Silvertips    | 72 | 39 | 23 | 7   | 3   | 218 | 206 | 88  |
| Spokane Chiefs        | 72 | 40 | 26 | 3   | 3   | 244 | 213 | 86  |
| Vancouver Giants      | 72 | 32 | 29 | 7   | 4   | 234 | 248 | 75  |
| Tri-City Americans    | 72 | 29 | 33 | 4   | 6   | 178 | 224 | 68  |
| Prince George Cougars | 72 | 27 | 37 | 3   | 5   | 238 | 305 | 62  |
| Kamloops Blazers      | 72 | 14 | 53 | 2   | 3   | 175 | 305 | 33  |

### Beste Scorer
Abkürzungen: GP = Spiele, G = Tore, A = Assists, Pts = Punkte, PIM = Strafminuten; Fett: Saisonbestwert
| Spieler            | Team                                      | GP | G  | A  | Pts | PIM |
| ------------------ | ----------------------------------------- | -- | -- | -- | --- | --- |
| Mitch Holmberg     | Spokane Chiefs                            | 72 | 62 | 56 | 118 | 25  |
| Nic Petan          | Portland Winterhawks                      | 63 | 35 | 78 | 113 | 69  |
| Oliver Bjorkstrand | Portland Winterhawks                      | 69 | 50 | 59 | 109 | 36  |
| Leon Draisaitl     | Prince Albert Raiders                     | 64 | 38 | 67 | 105 | 24  |
| Sam Reinhart       | Kootenay Ice                              | 60 | 36 | 69 | 105 | 11  |
| Todd Fiddler       | Prince George Cougars/ Moose Jaw Warriors | 66 | 50 | 48 | 98  | 22  |
| Jaedon Descheneau  | Kootenay Ice                              | 70 | 44 | 54 | 98  | 54  |
| Graham Black       | Swift Current Broncos                     | 69 | 34 | 63 | 97  | 43  |
| Henrik Samuelsson  | Edmonton Oil Kings                        | 65 | 35 | 60 | 95  | 97  |
| Joshua Winquist    | Everett Silvertips                        | 67 | 47 | 46 | 93  | 44  |

### Beste Torhüter
Abkürzungen: GP = Spiele, TOI = Eiszeit (in Minuten), W = Siege, L = Niederlagen, OTL = Overtime/Shootout-Niederlagen, GA = Gegentore, SO = Shutouts, Sv% = gehaltene Schüsse (in %), GAA = Gegentorschnitt
| Spieler          | Team               | GP | TOI  | W  | L  | OTL | GA  | SO | Sv%  | GAA  |
| ---------------- | ------------------ | -- | ---- | -- | -- | --- | --- | -- | ---- | ---- |
| Coleman Vollrath | Victoria Royals    | 34 | 1913 | 20 | 8  | 2   | 73  | 1  | 92,8 | 2,29 |
| Eric Comrie      | Tri-City Americans | 60 | 3523 | 26 | 25 | 9   | 151 | 4  | 92,5 | 2,57 |
| Patrik Bartošák  | Red Deer Rebels    | 65 | 3747 | 33 | 26 | 5   | 175 | 8  | 92,4 | 2,80 |
| Jordon Cooke     | Kelowna Rockets    | 51 | 3049 | 39 | 7  | 4   | 116 | 4  | 92,2 | 2,28 |
| Chris Driedger   | Calgary Hitmen     | 50 | 2892 | 28 | 14 | 7   | 127 | 3  | 91,8 | 2,64 |

## Play-offs

### Play-off-Baum
|  | Conference-Viertelfinale                              | Conference-Viertelfinale | Conference-Viertelfinale |                    | Conference-Halbfinale | Conference-Halbfinale | Conference-Halbfinale |                    |                 | Conference-Finale | Conference-Finale | Conference-Finale |  |  | Ed-Chynoweth-Cup-Finale | Ed-Chynoweth-Cup-Finale | Ed-Chynoweth-Cup-Finale |
|  |                                                       |                          |                          |                    |                       |                       |                       |                    |                 |                   |                   |                   |  |  |                         |                         |                         |
|  | 1                                                     | Edmonton Oil Kings       | 4                        |                    | 1                     | Edmonton Oil Kings    | 4                     |                    |                 |                   |                   |                   |  |  |                         |                         |                         |
|  | 8                                                     | Prince Albert Raiders    | 0                        | 7                  | Brandon Wheat Kings   | 1                     |                       |                    |                 |                   |                   |                   |  |  |                         |                         |                         |
|  |                                                       |                          |                          |                    |                       |                       |                       |                    |                 |                   |                   |                   |  |  |                         |                         |                         |
|  | 2                                                     | Regina Pats              | 0                        | Eastern Conference | Eastern Conference    | Eastern Conference    |                       |                    |                 |                   |                   |                   |  |  |                         |                         |                         |
|  | 7                                                     | Brandon Wheat Kings      | 4                        |                    |                       |                       |                       |                    |                 |                   |                   |                   |  |  |                         |                         |                         |
|  | 7                                                     | Brandon Wheat Kings      | 4                        | 1                  | Edmonton Oil Kings    | 4                     |                       |                    |                 |                   |                   |                   |  |  |                         |                         |                         |
|  |                                                       |                          |                          | 1                  | Edmonton Oil Kings    | 4                     |                       |                    |                 |                   |                   |                   |  |  |                         |                         |                         |
|  |                                                       | 4                        | Medicine Hat Tigers      | 1                  |                       |                       |                       |                    |                 |                   |                   |                   |  |  |                         |                         |                         |
|  | 3                                                     | 4                        | Medicine Hat Tigers      | 1                  | Calgary Hitmen        | 2                     |                       |                    |                 |                   |                   |                   |  |  |                         |                         |                         |
|  | 3                                                     |                          |                          |                    | Calgary Hitmen        | 2                     |                       |                    |                 |                   |                   |                   |  |  |                         |                         |                         |
|  | 6                                                     | Kootenay Ice             | 4                        |                    |                       |                       |                       |                    |                 |                   |                   |                   |  |  |                         |                         |                         |
|  |                                                       |                          |                          |                    |                       |                       |                       |                    |                 |                   |                   |                   |  |  |                         |                         |                         |
|  | 4                                                     | Medicine Hat Tigers      | 4                        | 4                  | Medicine Hat Tigers   | 4                     |                       |                    |                 |                   |                   |                   |  |  |                         |                         |                         |
|  | 5                                                     | Swift Current Broncos    | 2                        | 6                  | Kootenay Ice          | 3                     |                       |                    |                 |                   |                   |                   |  |  |                         |                         |                         |
|  | 5                                                     | Swift Current Broncos    | 2                        | 6                  | Kootenay Ice          | 3                     | E1                    | Edmonton Oil Kings | 4               |                   |                   |                   |  |  |                         |                         |                         |
|  | (Die Teams werden nach der ersten Runde neu gesetzt.) |                          |                          |                    |                       |                       | E1                    | Edmonton Oil Kings | 4               |                   |                   |                   |  |  |                         |                         |                         |
|  |                                                       | W2                       | Portland Winterhawks     | 3                  |                       |                       |                       |                    |                 |                   |                   |                   |  |  |                         |                         |                         |
|  | 1                                                     | W2                       | Portland Winterhawks     | 3                  | Kelowna Rockets       | 4                     |                       | 1                  | Kelowna Rockets | 4                 |                   |                   |  |  |                         |                         |                         |
|  | 1                                                     |                          |                          |                    | Kelowna Rockets       | 4                     |                       | 1                  | Kelowna Rockets | 4                 |                   |                   |  |  |                         |                         |                         |
|  | 8                                                     | Tri-City Americans       | 1                        | 4                  | Seattle Thunderbirds  | 0                     |                       |                    |                 |                   |                   |                   |  |  |                         |                         |                         |
|  |                                                       |                          |                          |                    |                       |                       |                       |                    |                 |                   |                   |                   |  |  |                         |                         |                         |
|  | 2                                                     | Portland Winterhawks     | 4                        |                    |                       |                       |                       |                    |                 |                   |                   |                   |  |  |                         |                         |                         |
|  | 7                                                     | Vancouver Giants         | 0                        |                    |                       |                       |                       |                    |                 |                   |                   |                   |  |  |                         |                         |                         |
|  | 7                                                     | Vancouver Giants         | 0                        | 1                  | Kelowna Rockets       | 1                     |                       |                    |                 |                   |                   |                   |  |  |                         |                         |                         |
|  |                                                       |                          |                          | 1                  | Kelowna Rockets       | 1                     |                       |                    |                 |                   |                   |                   |  |  |                         |                         |                         |
|  |                                                       | 2                        | Portland Winterhawks     | 4                  |                       |                       |                       |                    |                 |                   |                   |                   |  |  |                         |                         |                         |
|  | 3                                                     | 2                        | Portland Winterhawks     | 4                  | Victoria Royals       | 4                     |                       |                    |                 |                   |                   |                   |  |  |                         |                         |                         |
|  | 3                                                     |                          |                          |                    | Victoria Royals       | 4                     |                       |                    |                 |                   |                   |                   |  |  |                         |                         |                         |
|  | 6                                                     | Spokane Chiefs           | 0                        | Western Conference | Western Conference    | Western Conference    |                       |                    |                 |                   |                   |                   |  |  |                         |                         |                         |
|  |                                                       |                          |                          |                    |                       |                       |                       |                    |                 |                   |                   |                   |  |  |                         |                         |                         |
|  | 4                                                     | Seattle Thunderbirds     | 4                        | 2                  | Portland Winterhawks  | 4                     |                       |                    |                 |                   |                   |                   |  |  |                         |                         |                         |
|  | 5                                                     | Everett Silvertips       | 1                        | 3                  | Victoria Royals       | 1                     |                       |                    |                 |                   |                   |                   |  |  |                         |                         |                         |

### Ed-Chynoweth-Cup-Sieger
| Ed-Chynoweth-Cup-Sieger Edmonton Oil Kings | Torhüter: Tristan Jarry Verteidiger: Ben Carroll, Cody Corbett, Aaron Irving, Dysin Mayo, Jesse Mills, Blake Orban, Griffin Reinhart, Ashton Sautner Angreifer: Brandon Baddock, Lane Bauer, Cole Benson, Luke Bertolucci, Mads Eller, Riley Kieser, Edgars Kulda, Curtis Lazar, Mitchell Moroz, Reid Petryk, Brett Pollock, Brandon Ralph, Tyler Robertson, Henrik Samuelsson Cheftrainer: Derek Laxdal General Manager: Randy Hansch |

## Auszeichnungen

### All-Star-Teams

#### Eastern Conference
| First All-Star-Team |                                              |
| Angriff:            | Sam Reinhart – Leon Draisaitl – Curtis Lazar |
| Verteidigung:       | Josh Morrissey – Ryan Pulock                 |
| Tor:                | Tristan Jarry                                |

| Second All-Star-Team |                                                       |
| Angriff:             | Curtis Valk – Jaedon Descheneau – Chandler Stephenson |
| Verteidigung:        | Griffin Reinhart – Julius Honka                       |
| Tor:                 | Patrik Bartošák                                       |

#### Western Conference
| First All-Star-Team |                                                 |
| Angriff:            | Nic Petan – Mitch Holmberg – Oliver Bjorkstrand |
| Verteidigung:       | Derrick Pouliot – Shea Theodore                 |
| Tor:                | Jordon Cooke                                    |

| Second All-Star-Team |                                              |
| Angriff:             | Joshua Winquist – Todd Fiddler – Mike Aviani |
| Verteidigung:        | Damon Severson – Madison Bowey               |
| Tor:                 | Eric Comrie                                  |

### Vergebene Trophäen
| Auszeichnung                      | Auszeichnung                 | Team                 |
| --------------------------------- | ---------------------------- | -------------------- |
| Ed Chynoweth Cup                  | Ed Chynoweth Cup             | Edmonton Oil Kings   |
| Scotty Munro Memorial Trophy      | Scotty Munro Memorial Trophy | Kelowna Rockets      |
| Auszeichnung                      | Spieler                      | Team                 |
| Four Broncos Memorial Trophy      | Sam Reinhart                 | Kootenay Ice         |
| Bob Clarke Trophy                 | Mitch Holmberg               | Spokane Chiefs       |
| Bill Hunter Memorial Trophy       | Derrick Pouliot              | Portland Winterhawks |
| Jim Piggott Memorial Trophy       | Nick Merkley                 | Kelowna Rockets      |
| Del Wilson Trophy                 | Jordon Cooke                 | Kelowna Rockets      |
| WHL Plus-Minus Award              | Ashton Sautner               | Edmonton Oil Kings   |
| Brad Hornung Trophy               | Sam Reinhart                 | Kootenay Ice         |
| Daryl K. (Doc) Seaman Trophy      | Nelson Nogier                | Saskatoon Blades     |
| Dunc McCallum Memorial Trophy     | Dave Lowry                   | Victoria Royals      |
| Lloyd Saunders Memorial Trophy    | Cam Hope                     | Victoria Royals      |
| Doug Wickenheiser Memorial Trophy | Sam Fioretti                 | Moose Jaw Warriors   |
| WHL Playoff MVP                   | Griffin Reinhart             | Edmonton Oil Kings   |